# Oragua nebulosa
Oragua nebulosa är en insektsart som beskrevs av Victor Antoine Signoret 1854. Oragua nebulosa ingår i släktet Oragua och familjen dvärgstritar. Inga underarter finns listade i Catalogue of Life.